# زاوية رزين
زاوية رزين إحدى قرى مركز منوف التابع لمحافظة المنوفية بجمهورية مصر العربية، ومن أعلامها إسماعيل سلام وزير الصحة الأسبق.

## التاريخ
ذكرها علي مبارك في كتابه الخطط التوفيقية، حيث ذكر أنها من قرى مديرية المنوفية بقسم سبك، وأن بها ثلاث زوايا للصلاة ومقام لوليّ يدعى «سيدي منصور». مساحة أراضيها 300 فدان، وأكثر أهلها مسلمون مهنتهم الزراعة. ذكر أن القرية أقيمت على تل قديم كان يدعى «تل دقيانوس»، وبه أعمدة من الحجر الأملس وآثار قديمة.
يوجد بالقرب من القرية كوم مانوس الذي عثر فيه على شواهد أثرية ترجع إلى العصور الفرعونية واليونانية والرومانية، وبقايا مساكن رومانية وبعض كتل الجرانيت الوردي تمثل بقايا كنيسة أثرية وأعمدة عليها زخارف فرعونية وقبطية، وتمثال من الجرانيت الأسود ولوحة من العصر البطلمي من الحجر الجيري وقطع حجرية عليها نقوش قطط وفخار عليه كتابات يونانية وبطلمية، وقطعة حجرية عربية ترجع لعام 120 هـ.

## السكان
بلغ عدد سكان زاوية رزين 19,898 نسمة، حسب الإحصاء الرسمي لعام 2006.